# Zamek Herburtów w Podkamieniu
Zamek Herburtów w Podkamieniu – zbudowany około 1515 r. przez Fryderyka Herburta.

## Położenie, architektura
Zamek zwany Podkamyencze położony był na stromym wzgórzu, nad stawem, który rozlewała rzeka Świrz. Warownia była budowlą obronną wybudowaną z cegły i kamienia.

## Historia
Król Polski Zygmunt I Stary w 1515 r. pozwolił Fryderykowi Herburtowi przy swoim zamku Podkamyencze, świeżo wybudowanym z muru i cegły, założyć miasto na prawie niemieckim. W kolejnych latach warownię odrestaurował Leopold hr. Starzeński, ówczesny właściciel.

## Pałac
Warownię w XVIII w. przebudowano na pałac. W 1786 r. był własnością ks. Dymitra Hipolita Jabłonowskiego, starosty kowelskiego, kawalera orderów polskich i św. Huberta.